# Amphirrhox longifolia
Amphirrhox longifolia là một loài thực vật có hoa trong họ Hoa tím. Loài này được (A.St.-Hil.) Spreng. mô tả khoa học đầu tiên năm 1827.

## Hình ảnh

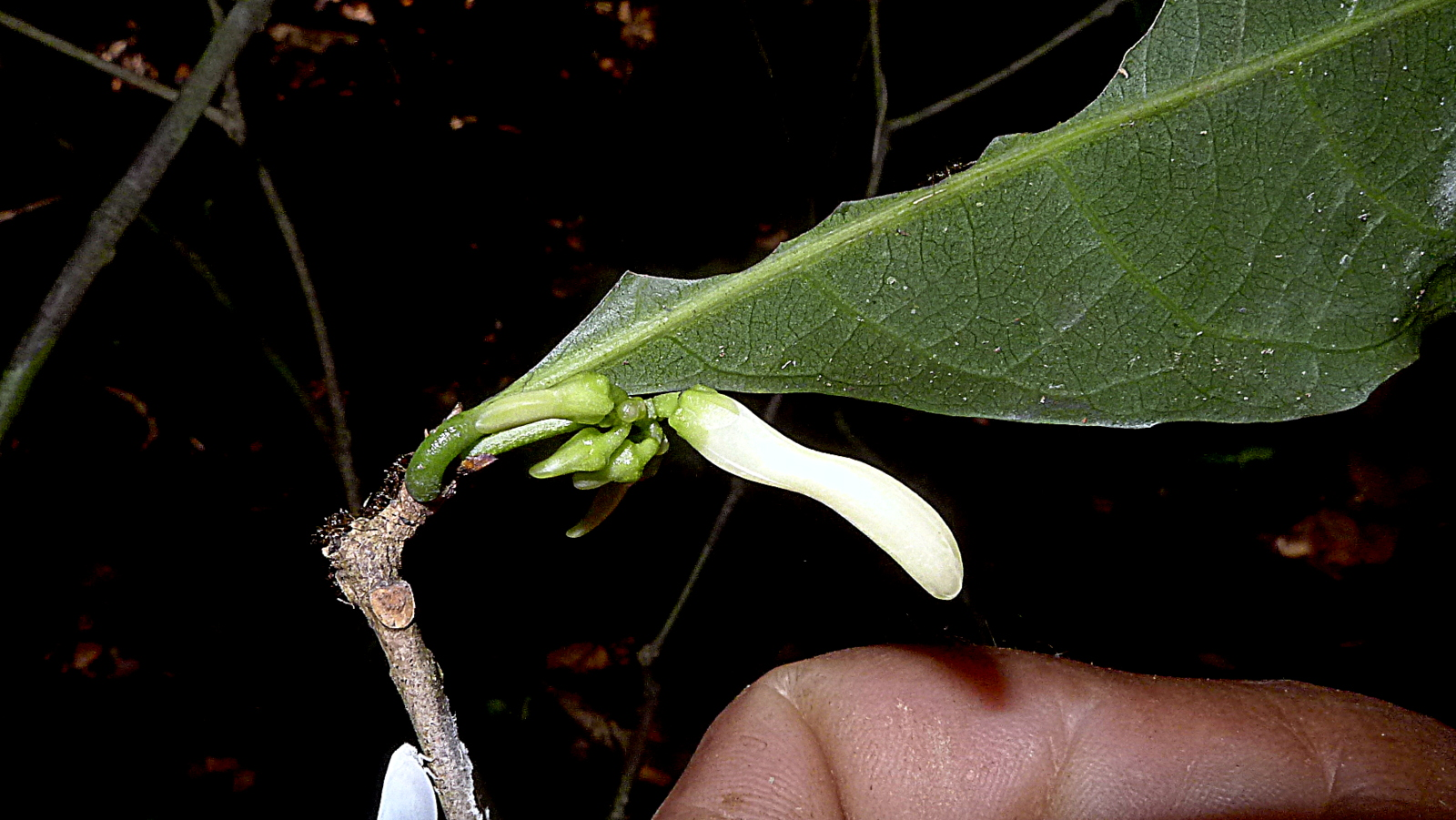
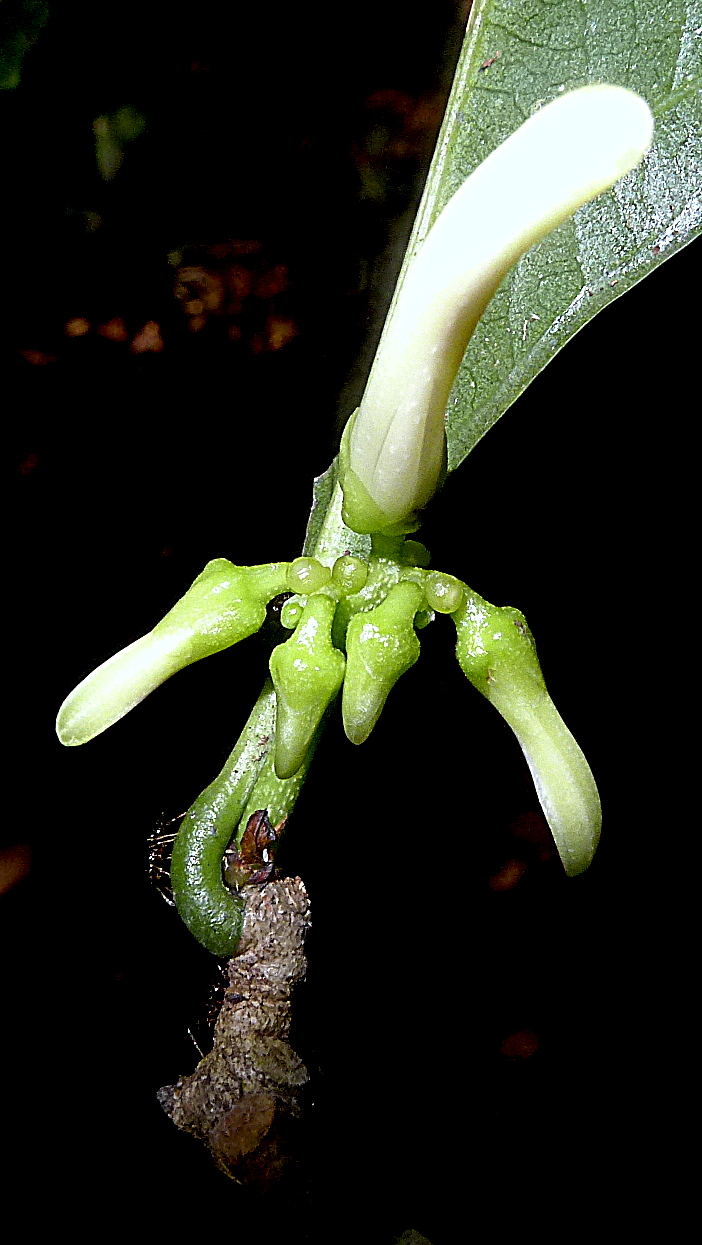
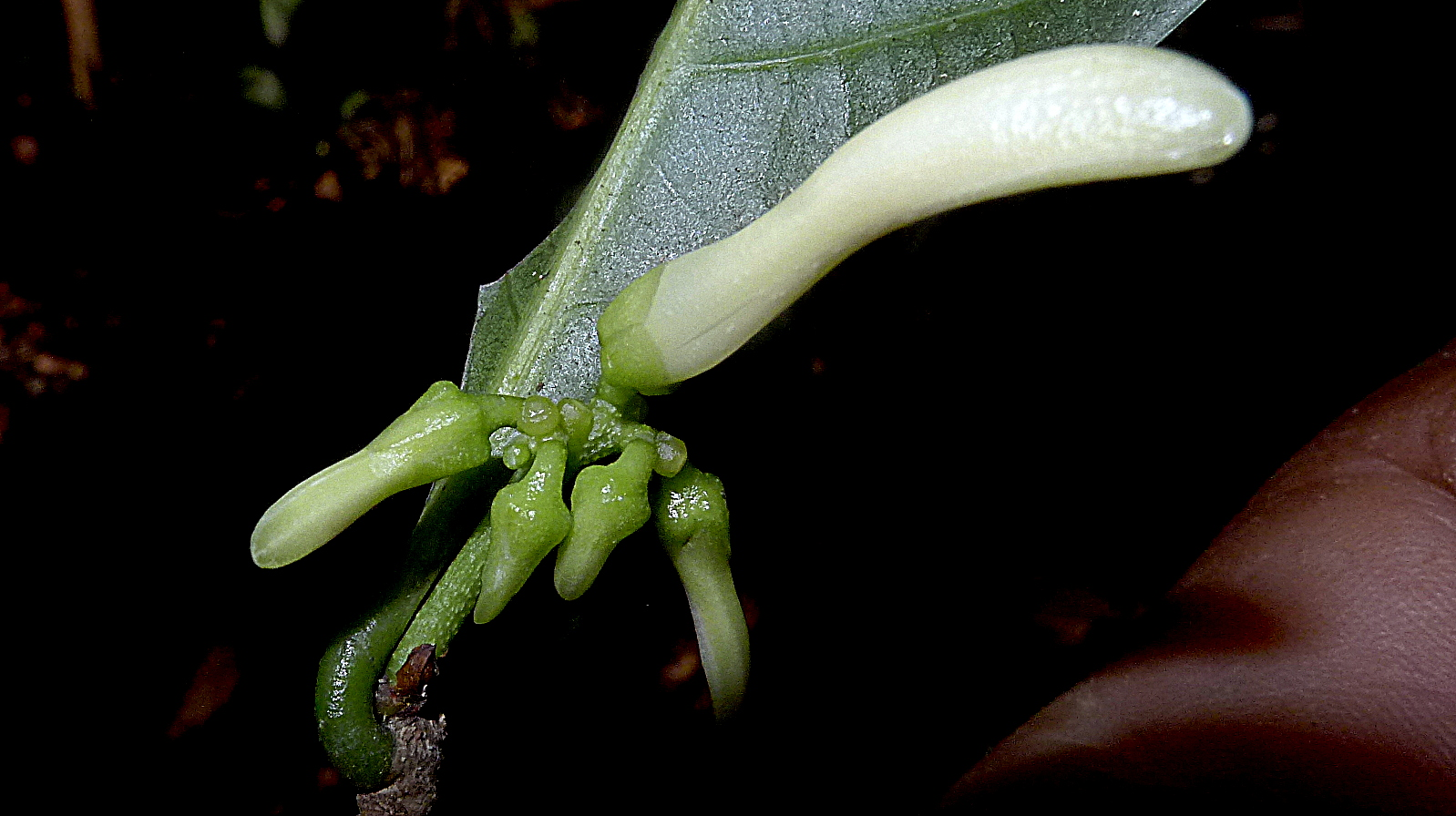
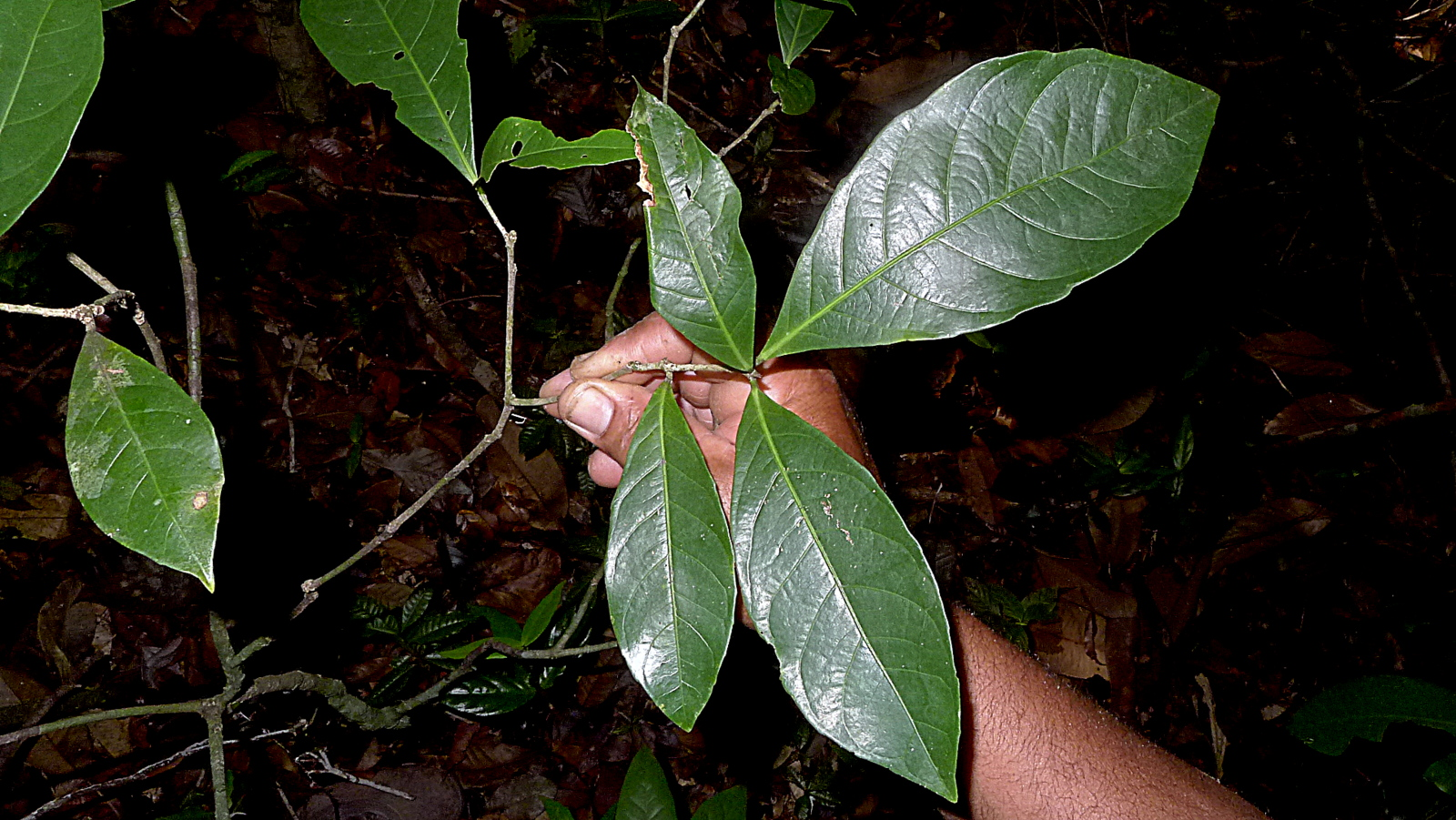